# Adriana Destro
Adriana Destro (Verona, 18 giugno 1937) è un'antropologa italiana, specializzata in antropologia culturale.

## Biografia
È professoressa ordinaria di antropologia culturale all'Università di Bologna, Facoltà di Lettere e Filosofia (dal 1990 al 2010). In precedenza aveva insegnato nelle università di Trieste, Sassari e Ravenna. Ha prodotto pubblicazioni nel campo dell'antropologia del vicino Medio-Oriente, dell'antropologia delle comunità e dei villaggi, dell'antropologia delle religioni, soprattutto del giudaismo antico e del cristianesimo nascente. La sua carriera inizia con una laurea in economia, di carattere antropologico, dedicata alle popolazioni zande, a cui segue una serie di ricerche antropologiche sul campo in Palestina, Israele, Italia del Nord, Turchia e Messico. La sua bibliografia abbraccia circa 20 volumi e un centinaio di articoli. Ha svolto una ricerca sui villaggi palestinesi nei territori occupati dagli israeliani dopo il 1966.
Un ulteriore modello di ricerca sui villaggi è il suo lavoro su una comunità montana piemontese minacciata dalla creazione di un invaso artificiale. Un ulteriore contributo teorico è la sua concezione antropologica dei diversi livelli dei testi religiosi. Il contributo di Destro alla disciplina è dato anche dall'avere indicato la necessità di applicare l'analisi antropologica alle religioni monoteiste come Cristianesimo, Ebraismo e Islam. Al giudaismo e ai testi base della Bibbia e della Mishnah è dedicato il suo libro The Law of Jealousy. Anthropology of Sotah (1989). Una serie di suoi libri hanno innovato gli studi sulla nascita del cristianesimo: Antropologia delle origini cristiane; Come nasce una religione (2000); Forme culturali del cristianesimo nascente (2005); L'uomo Gesù (2008); La morte di Gesù (2014); Il racconto e la scrittura (2014). 
A partire dal 2000 ha creato per la prima volta a Bologna corsi di studio in antropologia culturale: la laurea triennale in studi etnologici e antropologici, la laurea specialistica in antropologica culturale e il dottorato in studi antropologici. È membro della Society of Biblical Literature, del comitato direttivo della rivista "Annali di Storia dell'Esegesi", del comitato direttivo degli Annulal Meetings di Bertinoro e del comitato direttivo del CISSR.
Sposata con il biblista e storico del cristianesimo Mauro Pesce, ha tre figli: l'attore Stefano Pesce, Sara Pesce, professoressa di storia del cinema all'Università di Bologna e pittrice, e Simona Pesce, psichiatra e psicanalista attiva a Bologna.

## Opere
- Villaggio Palestinese. Mutamento sociale in territorio occupato da Israele, Milano, Angeli, 1977, IT\ICCU\RAV\0069186
- Incroci di potere. Materiali di Antropologia Politica, Bologna, CUSL, 1984 e 1988, IT\ICCU\CFI\0077821
- L'ultima generazione. Confini materiali e simbolici di una comunità delle Alpi Marittime, Milano, Angeli, 1984, IT\ICCU\LO1\0014368
- In caso di gelosia. Antropologia del rituale di Sotah, Bologna, Il Mulino, 1989. Traduzione americana: The Law of Jealousy. Anthropology of Sotah, Atlanta (Georgia), Scholars Press, 1989 (traduzione di n.4), ISBN 88-15-02389-5
- Culture e Scritture, Bologna, Printer, 1991 (seconda edizione rivista e ampliata 1993), IT\ICCU\UBO\1384027
- A cura di Adriana Destro, Le politiche del corpo, Bologna, Pàtron, 1994, ISBN 88-555-2305-8
- Le vie dell'antropologia, Bologna, Pàtron, 1996 e 1998, ISBN 88-555-2305-8
- A cura di Adriana Destro, Donne e microcosmi culturali. Materiali etnografici italiani, Bologna, Pàtron, 1997, ISBN 88-555-2428-3
- A cura di Adriana Destro, La famiglia islamica, Bologna, Pàtron, 1998, ISBN 88-555-2483-6
- Destro, A., Pesce, M. (Eds.), Religions and Cultures, New York, Global Publications, 2000, ISBN 1586840339
- Complessità dei mondi culturali, Bologna, Pàtron, 2001 (seconda ed. 2003), ISBN 88-555-2616-2
- Antropologia dei sistemi religiosi, Bologna, Pàtron, 2002, ISBN 88-555-2670-7
- A cura di Adriana Destro, Antropologia dello spazio. Luoghi e riti dei vivi e dei morti, Bologna, Pàtron, 2002, ISBN 88-555-2682-0
- A cura di Adriana Destro, Territori dell'antropologia. Memorie, testi, corpi, Bologna, Pàtron, 2004, ISBN 88-555-2780-0
- Destro, A., Pesce M., (Eds.), Ritual and Ethics. Patterns of Repentance: Judaism, Christianity, Islam. Second International Conference of Mediterraneum, Paris-Leuven, Peeters, 2004, ISBN 9789042914711
- Antropologia e Religioni, Brescia. Morcelliana, 2005 (Seconda edizione 2009), ISBN 88-372-2010-3
- A cura di Adriana Destro, Antropologia dei flussi globali, Roma, Carocci, 2007, ISBN 88-430-4044-8
- Destro, A., Pesce, M., Come nasce una religione, Bari-Roma, Laterza, 2000, ISBN 88-420-5962-5
- Destro, A., Pesce, M., Antropologia delle origini cristiane, Bari-Roma, Laterza, 2008, ISBN 978-88-420-8572-0
- Destro, A., Pesce, M., Forme culturali del cristianesimo nascente, Brescia, Morcelliana, 2008, ISBN 978-88-372-2291-8
- Destro, A., Pesce, M., L'uomo Gesù. Giorni, luoghi, incontri di una vita, Milano, Mondadori, 2008, ISBN 978-88-04-58392-9
- I Volti della Turchia. Come cambia un paese antico, Roma, Carocci, 2012, ISBN 978-88-430-6256-0
- A cura di Adriana Destro, Rappresentare. Questioni di Antropologia, cinema e narrativa, Bologna CUEB, 2012, ISBN 978-88-491-3683-8
- Destro, A., Pesce, M., Encounters with Jesus. The Man in His Place and Time, Minneapolis, Fortress Press, 2012, ISBN 978-08-00-69845-4
- Destro, A., Pesce, M., La morte di Gesù. Indagine su un mistero, Milano, Rizzoli, 2014, ISBN 978-88-17-07429-2
- Destro, A., Pesce, M., Il racconto e la scrittura. Introduzione alla lettura dei vangeli, Roma, Carocci, 2014, ISBN 978-88-430-7411-2
- Destro, A., Pesce, M., La muerte de Jesús. Investigación de un misterio, Estrella, EDV, 2015, ISBN 978-84-90-73179-6
- Destro, A., Pesce, M., Le recit et l'écriture. Introduction à la lectures des évanglies, Génève, Labor et Fides, 2016, ISBN 978-28-30-91610-2
- Destro, A., Pesce, M., Dentro e fuori le case. Il ruolo delle donne da Gesù alle prime chiese, Bologna, EDB, 2016, ISBN 978-88-10-56735-7
- Destro, A., Pesce, M., From Jesus to the First Groups of His Followers. Anthropological and Historical Perspectives, Leiden, Brill, 2017, ISBN 978-90-04-33766-4
- Il potere delle cose ordinarie, Roma, Carocci, 2019, ISBN 978-88-430-9494-3